# Хлопковое дело

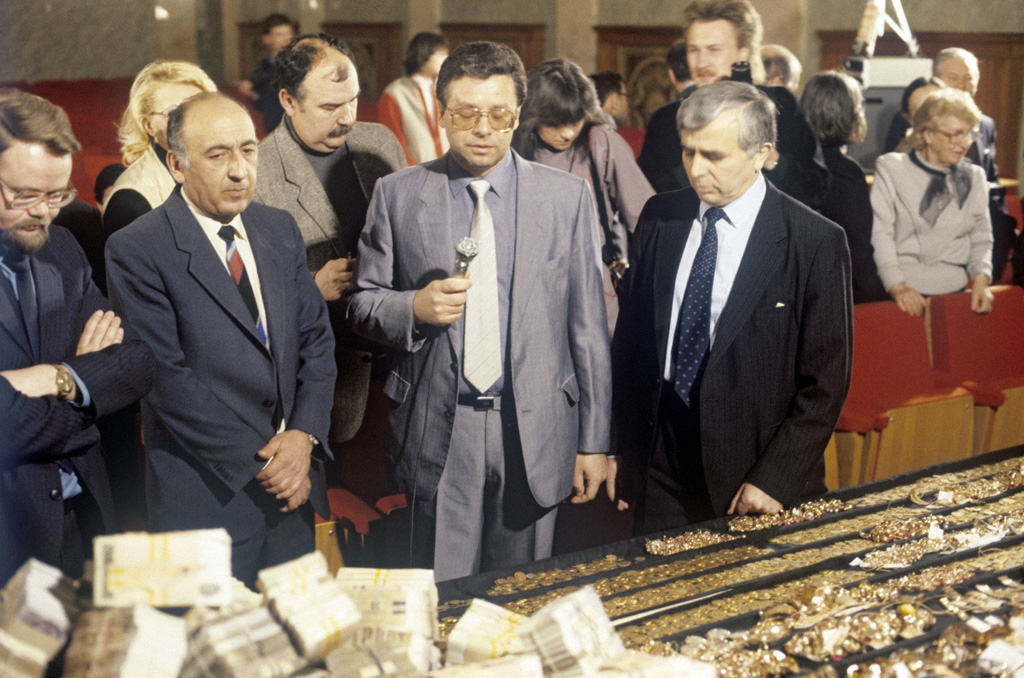
Фотография 1 апреля 1988 года: на пресс-конференции в Прокуратуре СССР следственной группой, ведущей расследование дела о должностной мафии в Узбекской ССР, были продемонстрированы ценности, изъятые у преступников, бравших взятки

Хло́пковое де́ло (узб. paxta ishi), или же Узбекское дело (узб. o'zbek ishi) — собирательное название серии уголовных дел об экономических и коррупционных злоупотреблениях, выявленных в Узбекской ССР (в период руководства ею Шарафом Рашидовым), а также связанных с республикой других административных единицах, центрах принятия решений и промышленных отраслях бывшего СССР, расследование которых проводилось в конце 1970—1980-х годов.
Расследования были преданы широкой огласке с целью демонстрации борьбы с коррупцией населению СССР, ощущающему со всё большей силой нарастающие кризисные явления, обусловленные диспропорциями в социально-экономической жизни Союза. 
Всего в рамках «хлопкового дела» было возбуждено 790 уголовных дел, по которым были привлечены к суду 4,5 тысячи человек.

## Предыстория
В середине XX века республики Средней Азии, и в первую очередь Узбекистан, были превращены в «хлопковую житницу» Советского Союза, обеспечивающую сырьём предприятия военной и лёгкой промышленности (большая часть хлопка в СССР, как производимого, так и ввозимого, традиционно шла на производство нитроцеллюлозы, необходимой для пороховых и снарядных заводов, в производстве боеприпасов и взрывчатых веществ, что представляло стратегический интерес для советского руководства), расположенные преимущественно в европейской части РСФСР. К началу 1970-х годов все пригодные для возделывания сельхозземли Узбекистана были отданы под хлопководство, Узбекистан обеспечивал до 80 % всего выращиваемого в СССР хлопка, при этом, вследствие  зацикленности советского руководства на обеспечении потребностей страны в хлопке, Узбекская ССР заметно отстала от других республик по развитию других сфер, включая экономику и инфраструктуру, это также являлось причиной многих экологических и социальных проблем в Узбекистане.
Хотя реальной возможности для увеличения сборов у среднеазиатских республик не было, Госплан СССР (с тем, чтобы избежать импорта хлопкового сырья) от пятилетки к пятилетке увеличивал и без того нереалистичные планы для хлопковой промышленности Узбекистана и других средназиатских республик. Беспрецедентное использование токсичных удобрений и пестицидов в условиях монокультуры и отказа от севооборота обернулось экологическими катастрофами — такими, как исчезновение Аральского моря (превратившееся в гигантский накопитель химикатов со всей Средней Азии). Для решения проблемы ирригации в Москве был разработан проект поворота сибирских рек на юг, в Среднюю Азию, но он не был реализован.
Результатом нереалистичных планов стали многомиллионные приписки, двойная бухгалтерия, многоуровневая «пирамида лжи, воровства и взяточничества». Ненадёжность официальной статистики была известна советским руководителям и мешала им принимать верные хозяйственные решения. Тем не менее приписки позволили Рашидову не только сохранять полный контроль над республикой, но и получить из Москвы приблизительно 4 млрд рублей за так и не поставленный хлопок.

## Ход расследования
Первые попытки расследования дел о коррупции и взяточничестве среди высокопоставленных руководителей в Узбекской ССР относятся к середине 1970-х годов. Так, ещё в 1975 году МВД Узбекской ССР и Прокуратурой Узбекской ССР к ответственности был привлечён Председатель Верховного Суда УзССР  Пулатходжаев. В поле зрения правоохранительных органов попала тогда и Ядгар Насриддинова, председатель Совета Национальностей Верховного Совета СССР в 1970—1974 годах; однако в силу её влияния на Леонида Брежнева расследование было приостановлено.
В апреле 1983 года начальник ОБХСС УВД Бухарского облисполкома А. Музафаров был задержан работниками КГБ по Бухарской области  при получении взятки, по возбужденному уголовному делу также проходил начальник горпромторга г. Бухары Ш. Кудратов. В сентябре того же года расследование этого дела было поручено Тельману Гдляну.
После смерти Брежнева и избрания Юрия Андропова на пост Генерального секретаря ЦК КПСС (ноябрь 1982 года) расследование коррупционных злоупотреблений в Узбекистане получило новый стимул, что объясняется, во-первых, длительным пребыванием Андропова на посту председателя КГБ СССР и, как следствие этого, наличием у него информации о действительном положении дел в республике, во-вторых, неприязненными отношениями, сложившимися ранее между Андроповым и первым секретарём ЦК Компартии Узбекистана Рашидовым.
В МВД СССР при ГУБХСС в свое время была организована ЦНИЛ — Центральная Научно-исследовательская лаборатория по выявлению и устранению причин и условий способствующих экономическим преступлениям. Именно исследования этой ЦНИЛ выявили и показали сами факты приписок, их масштабы и потери экономики при выращивании и заготовке хлопка-сырца во всех хлопкосеющих республиках СССР.
В начале января 1983 года Андропов сделал Рашидову устный выговор, фактически означавший предложение о добровольной отставке. Однако Рашидов в отставку не ушёл. В феврале того же года Политбюро ЦК КПСС приняло Постановление о расследовании злоупотреблений в хлопководстве Узбекистана и поручило Прокуратуре СССР создать следственную комиссию. В начале апреля 1983 года такая комиссия была создана, её работу возглавили упомянутый выше Гдлян и Николай Иванов. От Генеральной прокуратуры Союза ССР работу комиссии курировал начальник следственной части союзной Прокуратуры Герман Каракозов.
65-летний Рашидов скоропостижно скончался 31 октября 1983 года. Его похоронили в самом центре Ташкента, недалеко от Дворца пионеров. Был разработан проект строительства мемориального комплекса, который должен был стать местом паломничества трудящихся.
В начале 1984 года было начато расследование собственно «хлопкового дела»: управление КГБ по Москве и Московской области арестовало на территории РСФСР нескольких руководителей хлопкоочистительных объединений Узбекистана и директоров хлопкозаводов. После серии арестов, произведённых в начале 1984 года, в июне расследование поручили Владимиру Калиниченко. Гдлян формального отношения к расследованию «хлопкового дела» не имел.
Летом 1984 года в Ташкент прибыла группа сотрудников ЦК КПСС во главе с секретарем ЦК Егором Лигачёвым для проведения XVI Пленума ЦК КП УзССР по избранию нового Первого секретаря вместо Рашидова. На Пленуме все выступавшие, которые ещё недавно клялись в верности памяти Рашидова, разоблачали его как деспота, коррупционера, взяточника, нанёсшего непоправимый ущерб узбекскому народу. Его обвиняли в преследовании честных людей, осмелившихся говорить ему правду, создании в республике обстановки раболепия и лизоблюдства, кумовства. По решению Пленума прах Рашидова эксгумировали и перезахоронили на Чагатайском кладбище, где покоятся видные деятели культуры и науки, общественно-политические деятели республики. Первым секретарём ЦК КП Узбекистана был избран Инамжон Усманходжаев.
Новое продолжение событий по расследованию Узбекского дела получило после XIX конференции КПСС, на которой главный редактор «Огонька» Виталий Коротич обратился в Президиум с запиской, что среди «уважаемых» людей находятся и такие, которым место за решёткой. Срочно была создана специальная бригада следователей, в которую в основном входили следователи по особо важным делам при прокурорах союзных и автономных республик или областей.
Гдлян резко воспринял так называемую Прибалтийскую группу, возглавляемую следователями по особо важным делам при Прокуроре Латвийской ССР — Янисом Ловниксом и Айварсом Боровковсом, которые стали возражать против методов работы группы Гдляна, в основу которых был положен «партийный заказ», а не соблюдение законности. Тем не менее, данная группа стала работать, тщательно соблюдая требования закона, что существенно понизило темпы следствия. Гдлян упрекал группу в саботаже, возник конфликт и по многим другим вопросам понимания уголовно-процессуального порядка и законности. Гдляну нужен был срочный результат, ему стало затруднительно рапортовать о вновь раскрытых преступлениях и новых «громких» фамилиях, которых можно привлечь к ответственности. От него этого ждали[кто?].
Руководство группы о своей позиции доложило начальнику Следственной части Александру Сбоеву, бывшему государственному обвинителю по делу Чурбанова, который одобрил метод работы группы. После того, как был свёрнут «зелёный свет» работе бригады и всё дело начало сыпаться, так как добытые доказательства не были закреплены и многие эпизоды по делу строились только на «чистосердечных признаниях», расследованные Прибалтийской группой эпизоды были надёжно процессуально закреплены. Насколько известно, проверяющая бригада надзирающих прокуроров ставила в пример работу этой группы.
В данную группу Следственной бригады Прокуратуры СССР, которая была самой многочисленной в 1989 году, также входили следователи высшей квалификации из различных регионов России, Украины, Молдавии, Белоруссии, Узбекистана, а также прикомандированный следователь КГБ СССР Сергей Цепоухов.

## Завершение и итоги дела
Расследования по Узбекскому делу продолжались до 1989 года. Было произведено несколько «громких» арестов. 
Были арестованы, а затем осуждены: 
к высшей мере наказания — бывший министр хлопкоочистительной промышленности Узбекистана В. Усманов, начальник ОБХСС УВД Бухарского облисполкома А. Музафаров;
к разным срокам лишения свободы: зять Л. И. Брежнева Ю. М. Чурбанов, первый секретарь ЦК КП Узбекистана И. Б. Усманходжаев, бывшие секретари ЦК компартии республики А. Салимов, Е. Айтмуратов и Р. Абдуллаева, первые секретари обкомов: Ташкентского — Мусаханов, Ферганского — Умаров, Наманганского — Н. Раджабов, Каракалпакского — К. Камалов, Бухарского — Абдувахид Каримов и сменивший его И. Джаббаров, Сурхандарьинского — Абдухалик Каримов, бывший председатель Совета Министров республики Н. Д. Худайбердыев, глава Папского агропромышленного объединения имени В. И. Ленина Наманганской области А. Адылов, генералы МВД республики Яхъяев, Норов, Норбутаев, Джамалов, Сатаров, Сабиров, полковник Бегельман и так далее. Некоторые фигуранты расследования покончили с собой (К. Эргашев, Г. Давыдов, Р. Гаипов; ходили слухи о самоубийстве и самого Рашидова).
Привлечённый в качестве обвиняемого по делу И. Б. Усманходжаев стал давать показания о причастности к коррупции отдельных членов Политбюро ЦК КПСС — Е. К. Лигачёва, В. В. Гришина, Г. В. Романова, М. С. Соломенцева, члена ЦК КПСС И. В. Капитонова.
В марте 1989 года Гдлян и Иванов избираются народными депутатами СССР. В это же время в центральных газетах («Правда», «Известия») начинают появляться публикации, критикующие методы работы Гдляна и возглавляемой им следственной группы.
24 марта 1989 года создаётся специальная комиссия ЦК КПСС во главе с Борисом Пуго, которой поручено «проверить факты… о нарушениях законности при расследовании дел о коррупции в Узбекской ССР и о результатах доложить в ЦК КПСС».
Аналогичная комиссия была создана и при Президиуме Верховного Совета СССР.
Обе комиссии пришли к выводу, что в деятельности следственной группы, расследовавшей «Узбекское дело», были допущены «нарушения социалистической законности».
В апреле 1989 года Пленум Верховного Суда СССР вынес частное постановление «о нарушениях законности, допущенных в ходе расследования бригадой следователей Прокуратуры СССР во главе с Т. Х. Гдляном».
12 мая 1989 года, выступая в эфире Ленинградского ТВ, Н. В. Иванов прямо обвинил ряд высших партийных руководителей СССР (включая Е. К. Лигачёва), а также Председателя Верховного Суда СССР Владимира Теребилова в причастности к коррупции.
Лигачёв обратился в Прокуратуру СССР с заявлением о проверке данного утверждения. 14 сентября 1989 года Генеральный прокурор СССР Александр Сухарев направил на имя Михаила Горбачёва письмо № 1-5-102-89, в котором сообщал, что

свои показания Усманходжаев изложил в самой общей форме, пояснив лишь, что первый раз якобы передал взятку в «дипломате» в Ташкенте в июне 1984 г., когда Лигачёв Е. К. приезжал для участия в работе XVI Пленума ЦК КП Узбекистана, и второй раз — также в «дипломате» в ноябре того же года в здании ЦК КПСС, когда находился в Москве в связи с подготовкой к 60-летию Узбекской ССР.
Однако спустя несколько дней, уже 1 ноября 1988 г., на допросе, проводившемся Васильевым А. Д. и Московцевой С. В., Усманходжаев заявил, что оговорил Лигачёва Е. К., денег ему не давал

В мае 1989 года Прокуратура СССР возбудила уголовное дело по обвинению Гдляна и Иванова в нарушениях законности при проведении расследований в Узбекистане. Поскольку обвиняемые были к тому времени избраны народными депутатами СССР, Генеральный прокурор СССР направил на I Съезд народных депутатов СССР представление о даче согласия на привлечение Гдляна и Иванова к уголовной ответственности. I Съезд в июне 1989 года решил создать Комиссию для проверки материалов, связанных с деятельностью следственной группы Прокуратуры Союза ССР, возглавляемой Гдляном.
На суде 29 августа 1989 года обвиняемый по «хлопковому делу» Н. Д. Худайбердыев заявил, что показания против Ю. М. Чурбанова «выбивались» из него силой.
В феврале 1990 года Гдлян был исключён из КПСС, а в апреле того же года — уволен из Прокуратуры СССР.
18 апреля 1990 года Верховный Совет СССР,  рассмотрев по поручению II Съезда народных депутатов СССР отчёт Комиссии, созданной на I Съезде, принял по нему следующее постановление:
… 2. Осудить бездоказательные заявления народных депутатов СССР Т. Х. Гдляна и Н. В. Иванова, порочащие Верховный Совет СССР, отдельных народных депутатов и должностных лиц, предупредить их, что в случае продолжения такой деятельности, ведущей к дестабилизации обстановки в стране, Верховный Совет СССР выступит с инициативой лишения их депутатской неприкосновенности.

3. Отклонить представление Генерального прокурора СССР о даче согласия на привлечение к уголовной ответственности народных депутатов СССР Т. Х. Гдляна и Н. В. Иванова. В связи с невозможностью продолжения их работы в прокуратуре СССР дать согласие на их увольнение из органов прокуратуры. Потребовать увольнения тех руководителей прокуратуры, которые не обеспечили надлежащего контроля за деятельностью следственных групп и способствовали тем самым нарушениям законности. Обязать народных депутатов СССР Т. Х. Гдляна и Н. В. Иванова выполнять законные требования следователей, ведущих дела о коррупции, взяточничестве и нарушениях законности, давать показания и участвовать в других следственных действиях
Уголовное дело против Гдляна было прекращено только в августе 1991 года.

## Оценки
Ещё 25 декабря 1991 года (то есть за день до юридического закрепления прекращения существования СССР) Президент Узбекистана Ислам Каримов помиловал всех осуждённых по Узбекскому делу, отбывавших наказание на территории республики. Представители официальной исторической науки Узбекистана оценивают события 1980-х гг. под следующим углом зрения: «во всех бедах, свалившихся на население республики в связи с действиями присланных Москвой „борцов“ с коррупцией, повинны союзный центр и руководители компартии Узбекистана».
- Ядгар Насриддинова:

Каждый год Узбекистан отчитывался перед государством тремя миллионами тонн хлопка. А на деле — не поставлял и половины. Ну, в общем, приписка, обман, очковтирательство. В 83-м Андропов звонит Рашидову: «Шараф, 3 миллиона тонн будет?» — «Будет, Юрий Владимирович». И вот уже октябрь, а сдали только 20 % от намеченного. Тогда Рашидов собирает глав районов на актив: «Почему не сдаёте?» Молчат. Знают же, что хлопка нет. За три последующих дня на машине он объехал пол-Узбекистана — нет хлопка в республике. А вернулся в Ташкент, опять звонок Андропова: «Шараф, ну что, будет хлопок? Смотри, принимай меры. Если нет, учти, будешь иметь дело со мной». В тот же день Рашидов поехал домой и застрелился. 
- Т. Х. Гдлян:

… Коснёмся одного факта, что за всё время эта нашумевшая и кого-то напугавшая до смерти следственная группа, которая возглавлялась Гдляном и Ивановым, она за всё это время арестовала и привлекла к уголовной ответственности всего 62 человека. Где те тысячи, десятки тысяч, которые присваиваются Гдляну и Иванову? Второе: видя все эти безобразия, которые творились в хлопковых делах, которые расследовала Генеральная прокуратура СССР, другие следственные группы, которые к нам никакого отношения не имеют, но главным образом Прокуратура и МВД Узбекской ССР, видя все эти безобразия, что здесь речь идёт о том, чтобы отчитаться перед общественностью Советского Союза и каким-то образом выйти из этого положения, стали привлекать, я ещё раз говорю, по указанию из ЦК местного и тамошнего, не главарей и организаторов, а тех несчастных людей, которые вынуждены были выполнять незаконные преступные указания своего областного, республиканского и московского руководства по припискам, по всем этим безобразиям. И видя, что массами сажают стрелочников в Узбекистане, мы вместе с Ивановым сочинили на 17 листах совершенно секретную докладную записку на имя Генерального секретаря ЦК Горбачёва с одним вопросом: остановите террор в Узбекистане. Привлекаются тысячи людей, косвенно вовлечённых во все это этими организаторами преступлений, которых мы привлекаем, главарей.

- Ю. М. Чурбанов:

Каракозов и Гдлян не скрывали, что судить будут не меня, что это будет процесс над бывшим Генеральным секретарём ЦК КПСС, над его памятью. Вот этому и было всё подчинено. Гдлян откровенничал: «Если бы вы не были зятем, вы бы нас не интересовали». Каракозов говорил то же самое.

- А. А. Собчак:

Как говорится, за что боролись, на то и напоролись. Против Иванова и Гдляна их оппоненты действовали теми же методами политического шантажа, которые с таким громким успехом применяли и сами следователи. Противодействие, равное действию, казалось, неминуемо должно было вывести из игры эти противоречивые (не разобрать уже: трагичные или фарсовые) фигуры.

- В. И. Калиниченко:

— Я провёл планово-экономическую экспертизу за пять лет. Только за этот период минимальные — подчеркиваю, минимальные! — приписки хлопка составили пять миллионов тонн. За мифическое сырьё из госбюджета — то есть из наших общих, всех граждан Советского Союза денег — были выплачены три миллиарда рублей. Из них 1,6 миллиарда потрачены на инфраструктуру, которая создавалась в Узбекистане: на дороги, школы, больницы, а 1,4 миллиарда — заработная плата, которую никто не получал, потому что продукции произведено не было. Иными словами, только на приписках за пять лет похищены, как минимум, 1,4 миллиарда рублей. Эти деньги раздавались в виде взяток снизу доверху.

## В литературе и кино
По мнению В. Разина, именно «Хлопковое дело» дало толчок к появлению в советской литературе сюжетов, связанных с мафией.
- Мир-Хайдаров Р. М. Пешие прогулки. — М. : Молодая гвардия, 1988. — 272 с. — 250 000 экз. — ISBN 5-235-00443-4. — первая из серии книг писателя Рауля Мир-Хайдарова, в которых на примере сращивания местной мафии с частью аппарата управления Узбекистана начала 1980-х годов рассматриваются явления теневой экономики и связанной с ней организованной преступности.
- Сращиванию мафиозных структур с партийными и правоохранительными органами Узбекской ССР посвящён роман Георгия Вайнера и Леонида Словина «Шальная жизнь на тёмной стороне Луны» («На тёмной стороне Луны»)[20]. В 1989 году роман был экранизирован, в советском кинопрокате картина вышла в сокращённом варианте под названием «Кодекс молчания».
- Золото для партии. Хлопковое дело — документальный фильм (Россия, 2010).